# 鹿伏兎町
鹿伏兎町（かぶとちょう）は、愛知県津島市の地名。

## 地理
津島市南端部に位置する。東は海部郡蟹江町、西から南は愛西市、北は半頭町に接する。

### 字一覧
- 現行字についての五十音順で配列している。読みはYahoo地図による[7]。明治15年当時の字は『愛知県地名収攬』346頁（鹿伏兎村）による。

| 現行字                     | 明治15年当時             |
| -------------------------- | ------------------------ |
| 永和（えいわ）             |                          |
| 井桁下（いげたした）       | 井桁下（いげたしも）     |
| 上春日台（かみかすがだい） |                          |
| 上郷（かみごう）           |                          |
| 上子守（かみこもり）       |                          |
|                            | 小新田（こしんてん）     |
| 小坪（こつぼ）             | 小坪（こつぼ）           |
| 子守（こもり）             | 子森（こもり）           |
| 清水（しみず）             | 清水（しみづ）           |
| 下春日台（しもかすがだい） |                          |
| 下子守（しもこもり）       |                          |
|                            | 土腐（つちくされ）       |
| 天王前（てんのうまえ）     | 天王前（てんををまえ）   |
| 西（にし）                 |                          |
| 西永和（にしえいわ）       |                          |
| 西郷内（にしごうない）     | 西郷内（にしこふない）   |
| 西清水（にししみず）       |                          |
| 西田面（にしためん）       | 西田面（にしとも）       |
| 二之割（にのわり）         | 二ノ割（にのわり）       |
| 袴腰（はかまごし）         | 袴腰（はかまごし）       |
| 稗田（ひえだ）             | 稗田（ひえた）           |
| 東（ひがし）               |                          |
| 東郷内（ひがしごうない）   | 東郷内（ひかしこふない） |
| 東清水（ひがししみず）     |                          |
| 東田面（ひがしためん）     | 東田面（ひかしとも）     |
| 坊野（ぼうの）             | 坊野（ぼふの）           |
|                            | 前田面（まえとも）       |

## 歴史

### 地名の由来
『尾張国地名考』によると、小河川の合流点にあたり、川幅が広いことによる「河太」が転訛したものという。

### 沿革
- 江戸時代 - 尾張国海東郡の尾張藩領佐屋代官所支配の鹿伏兎村として所在した[1]。
- 1889年（明治22年） - 合併に伴い、神島田村大字鹿伏兎となる[1]。
- 1906年（明治39年） - 合併に伴い、永和村大字鹿伏兎となる[1]。
- 1956年（昭和31年） - 合併に伴い、津島市鹿伏兎町となる[1]。

## 世帯数と人口
2018年（平成30年）1月1日現在の世帯数と人口は以下の通りである。
| 町丁     | 世帯数  | 人口    |
| -------- | ------- | ------- |
| 鹿伏兎町 | 748世帯 | 1,981人 |

### 人口の変遷
国勢調査による人口の推移
| 1995年（平成7年）  | 2,255人 | [ 8 ]  |  |
| 2000年（平成12年） | 2,267人 | [ 9 ]  |  |
| 2005年（平成17年） | 2,099人 | [ 10 ] |  |
| 2010年（平成22年） | 2,041人 | [ 11 ] |  |
| 2015年（平成27年） | 1,980人 | [ 12 ] |  |

## 学区
市立小・中学校に通う場合、学区は以下の通りとなる。また、公立高等学校に通う場合の学区は以下の通りとなる。
| 番・番地等 | 小学校               | 中学校           | 高等学校 |
| ---------- | -------------------- | ---------------- | -------- |
| 全域       | 津島市立神島田小学校 | 津島市立暁中学校 | 尾張学区 |

## 交通
- 東名阪自動車道[6]

## 施設
- 春日台団地[6]
- 浄土宗東漸寺[6]
- 真言宗智山派文殊院[6]
- 真宗大谷派三月寺[6]

## その他

### 日本郵便
- 郵便番号 : 496-0023[4]（集配局：津島郵便局[15]）。